# Gert Nicolaysen
Gert Nicolaysen (* 7. Februar 1931 in Hamburg; † 19. Juni 2016 ebenda) war ein deutscher Professor für Rechtswissenschaften der Universität Hamburg.

## Leben und Beruf
Nicolaysen begann seine juristische Ausbildung (Staatsexamen) und wissenschaftliche Laufbahn (Promotion, Habilitation) in Hamburg.
Nach Lehrtätigkeit im Europarecht und im Öffentlichen Recht von 1970 bis 1972 war er ab 1972 Professor für Staats- und Verwaltungsrecht, Öffentliches Wirtschaftsrecht und Europarecht an der Universität Hamburg.
Er war zudem Direktor am Europa-Kolleg Hamburg. Er wurde 1996 emeritiert. Für seine Verdienste für die deutsch-griechischen Beziehungen erhielt er 2011 die Ehrendoktorwürde der Demokrit-Universität Thrakien.

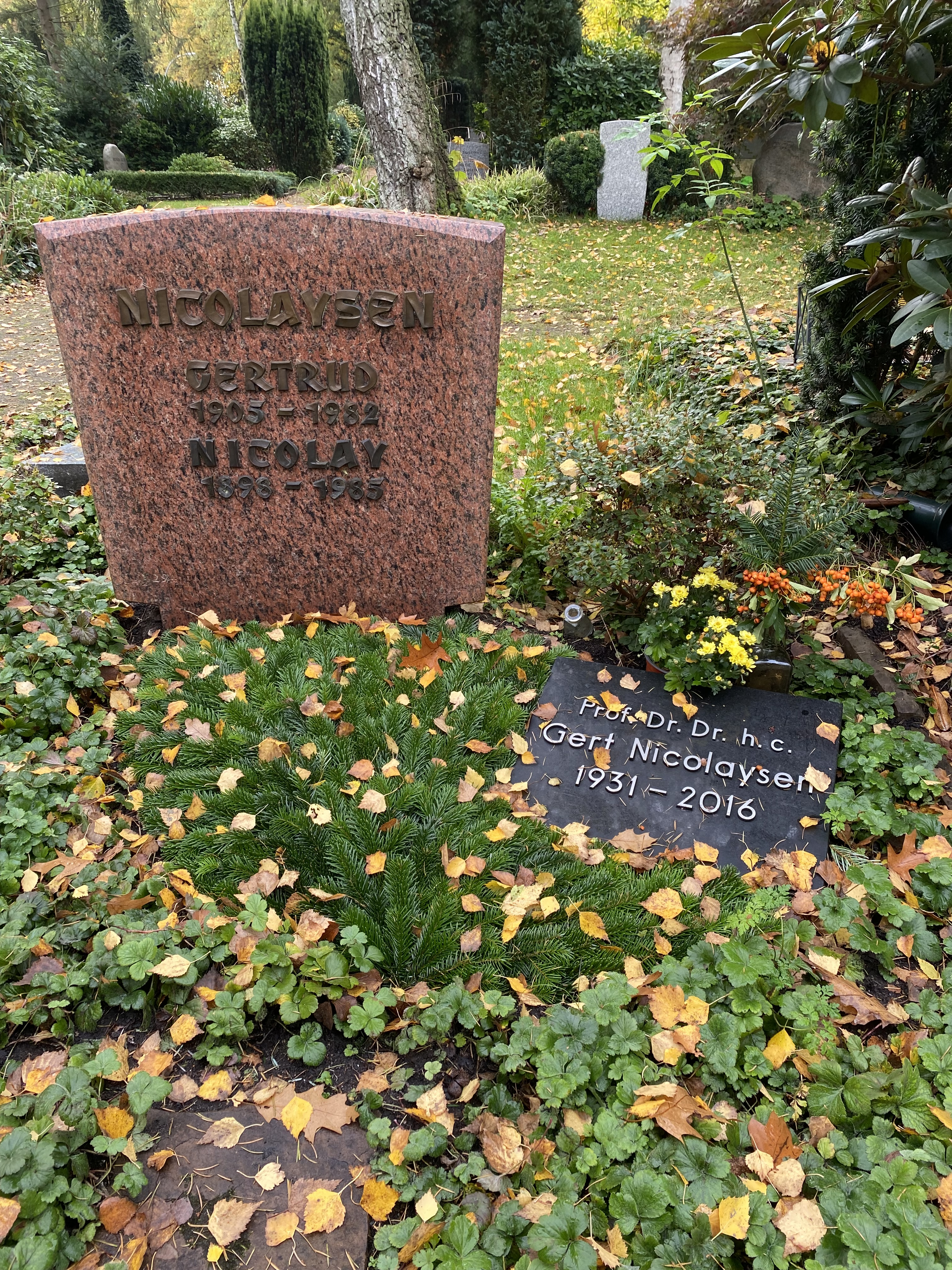
Grabstätte

Gert Nicolaysen starb im Alter von 86 Jahren und wurde auf dem Friedhof Blankenese beigesetzt.

## Schriften (Auswahl)
- Rechtsfragen der Währungsunion, 1993
- Der Nationalstaat klassischer Prägung hat sich überlebt, in: Festschrift Ulrich Everling, 1995
- Europarecht II – Das Wirtschaftsrecht des Binnenmarktes, 1996
- Europa als Rechtsgemeinschaft, in: W. Weidenfeld (Hrsg.), Europa-Handbuch, 1999, S. 862–873
- Der Streit zwischen dem deutschen BVerfG und dem Europäischen Gerichtshof, EuR 2000, S. 495–511
- Der Unionsvertrag als Integrationsverfassung, in: Liber amicorum Th. Oppermann, 2001
- Europarecht I, 1991, 2. A. 2002 (504 Seiten)
- Die Bedeutung des Nizza-Vertrages für die Rechtsordnung – Rückblick und Perspektive, 2002
- Rechtsgemeinschaft, Gemeinschaftsgerichtsbarkeit und Individuum, in: Nowak/Cremer (Hrsg.), Individualrechtsschutz in der EG und der WTO, Nomos 2002, S. 17–25
- Die Bedeutung des Regierungsweißbuchs der Kommission für den Post-Nizza-Prozeß, in: Th. Bruha/C. Nowak (Hrsg.), Die Europäische Union nach Nizza: Wie Europa regiert werden soll, 2003, S. 61–72.
- Die gemeinschaftsrechtliche Begründung von Grundrechten, EuR 2003, S. 719–743.
- Der EuGH zum Defizitverfahren nach Art. 104 EGV und dem Stabilitätspakt – Urteilsanmerkung zu Rs. C-27/04, Urteil vom 13. Juli 2004.
- EU – Mitgliedstaaten: Ein neues verfassungsrechtliches Verhältnis? In: Th. Bruha/C. Nowak (Hrsg.), Die Europäische Union: Innere Verfasstheit und globale Handlungsfähigkeit, 2006, S. 17–55.

| Personendaten    | Personendaten                                       |
| ---------------- | --------------------------------------------------- |
| NAME             | Nicolaysen, Gert                                    |
| KURZBESCHREIBUNG | deutscher Rechtswissenschaftler und Hochschullehrer |
| GEBURTSDATUM     | 7. Februar 1931                                     |
| GEBURTSORT       | Hamburg                                             |
| STERBEDATUM      | 19. Juni 2016                                       |
| STERBEORT        | Hamburg                                             |